# 彼得·罗伯逊 (铁人三项运动员)
彼得·罗伯逊（英語：Peter Robertson，1976年2月17日—），澳大利亚男子铁人三项运动员。他曾代表澳大利亚参加2002年和2006年英联邦运动会铁人三项比赛，其中2006年英联邦运动会获得一枚铜牌。